# Wilhelm Ferdinand Lieven

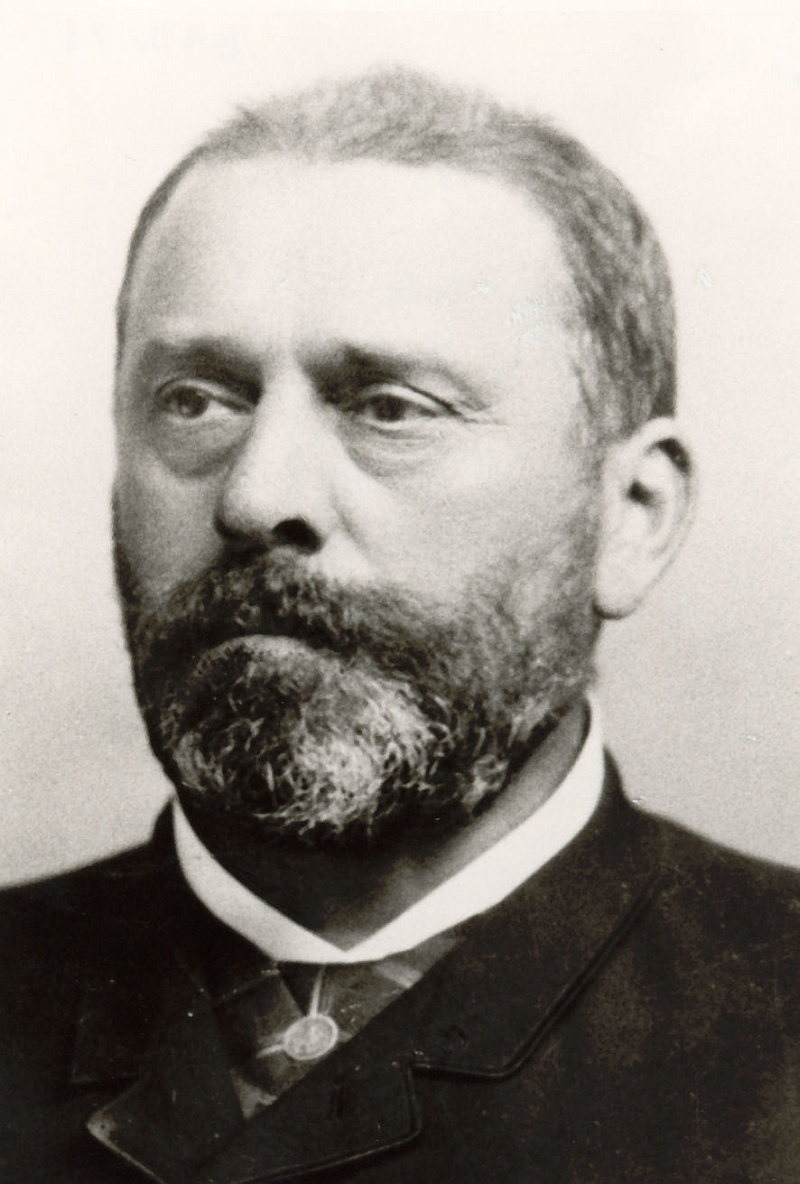
Wilhelm Ferdinand Lieven (1839–1902), Ehrenbürger der Stadt Hilden

Wilhelm Ferdinand Lieven (* 15. Juni 1839 in Niederembt; † 9. August 1902 in Düsseldorf) war ein deutscher Gutsbesitzer und Kommunalpolitiker im Rheinland sowie Ehrenbürger von Hilden.

## Leben in der Kaiserzeit
Die Eltern waren Heinrich Josef Lieven und Elisabeth Kunigunde Mauel. Er hatte zwei ältere Schwestern. Der Vater hatte in Hilden erheblichen Grundbesitz gekauft, lebte aber nicht dort.
Die Mutter erbte 1846 den Rodderhof bei Brühl (jetzt Rhein-Erft-Kreis). Vater Heinrich Josef Lieven wurde dadurch auch Betreiber der Roddergrube. Spätestens 1850 wohnte die Familie im Rodderhof, wo Wilhelm Ferdinand Lieven wahrscheinlich in Brühl die katholische Schule besuchte. Nach Berichterstattungen der Rheinischen Ritter-Academie in Bedburg ist Ferdinand Lieven für die Jahre 1852 (Vorbereitungsklasse) bis 1857 (Untersecunda) als Zögling verzeichnet. Diese Schule war eine Kaderschmiede für Söhne des deutschen Adels, nahm aber ab 1851 auch katholische Söhne aus dem Bürgerstand auf. Weitere Quellen auf ein Studium oder eine Ausbildung Lievens sind bislang nicht bekannt.

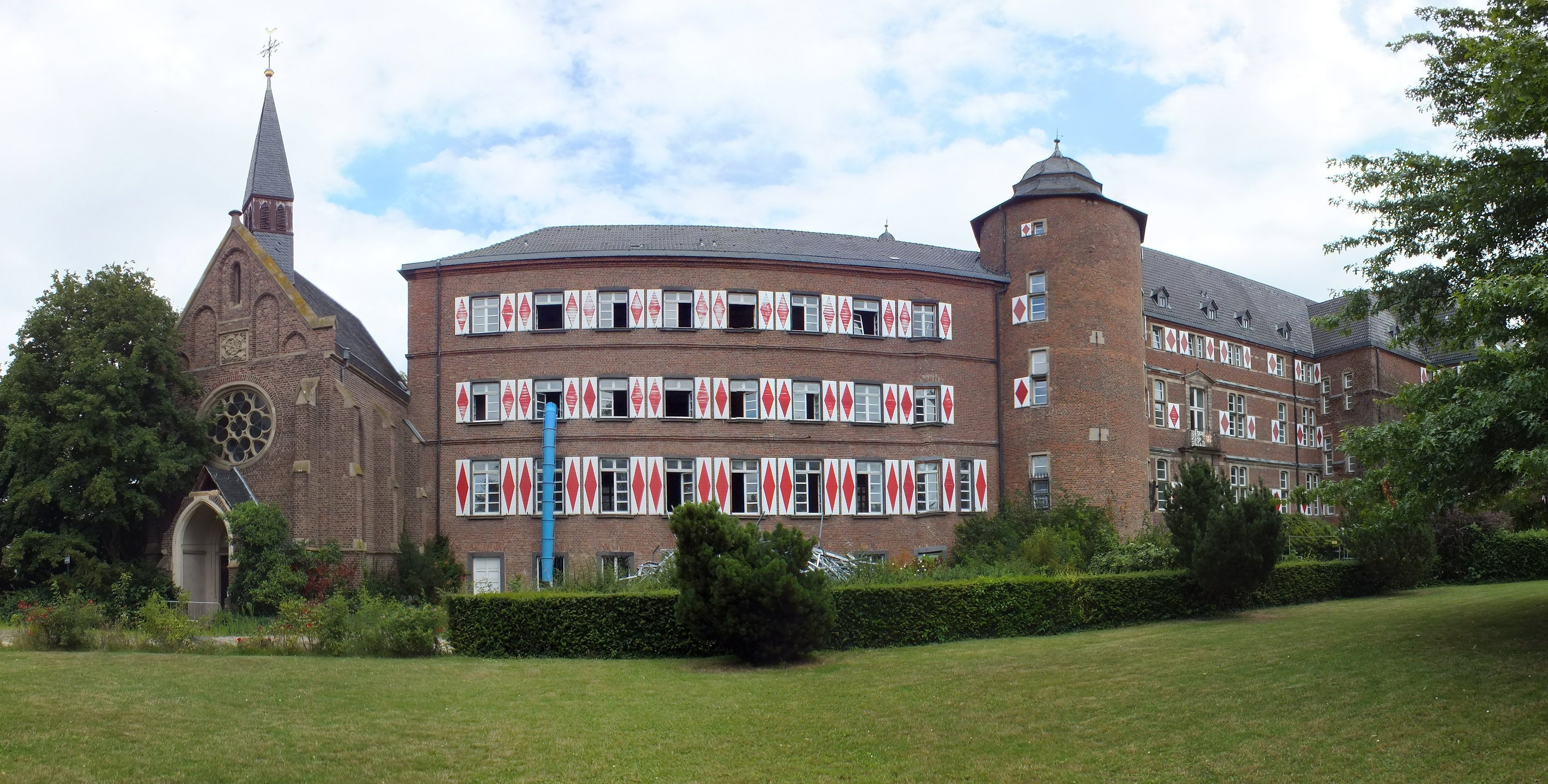
Bedburg, Rheinische Ritterakademie

Ab 1866 wohnte Lieven in Ebersberg in Oberbayern, wo er als Gutsbesitzer und Rentner ansässig wurde. Eine Begründung für diesen Wohnsitz ist nicht bekannt. Hierzu hat er die bayerische Staatsbürgerschaft erworben. Als der Vater am 31. Januar 1866 verstarb, kam er nach Brühl, um die Erbregelung zu vollziehen. Dabei erhielt Wilhelm Ferdinand Lieven am 10. März 1866 mit 27 Jahren Haus Horst (Hilden), wohin er auch seinen Wohnsitz verlegte. Haus Horst verkaufte er am 2. Januar 1896 an den Düsseldorfer Industriellen Gustav Klingelhöfer (* 27. September 1857 in Schleiden; † 17. März 1918 in Düsseldorf). Er wohnte jetzt im hinzugekauften Haus Mittelstraße 41 in Hilden.
Die Wiedereinbürgerung erfolgte 1869, Lieven wurde in den preußischen Untertanenverband aufgenommen. Im Deutsch-Französischen Krieg 1870/71 meldete er sich als Freiwilliger und rüstete auf eigene Kosten eine Sanitätsabteilung aus. Hierfür erhielt er ein Eisernes Kreuz am weißen Bande. Die Mutter verstarb 1877. Lieven blieb unverheiratet und kinderlos.

## Politische Ämter und Aufgaben

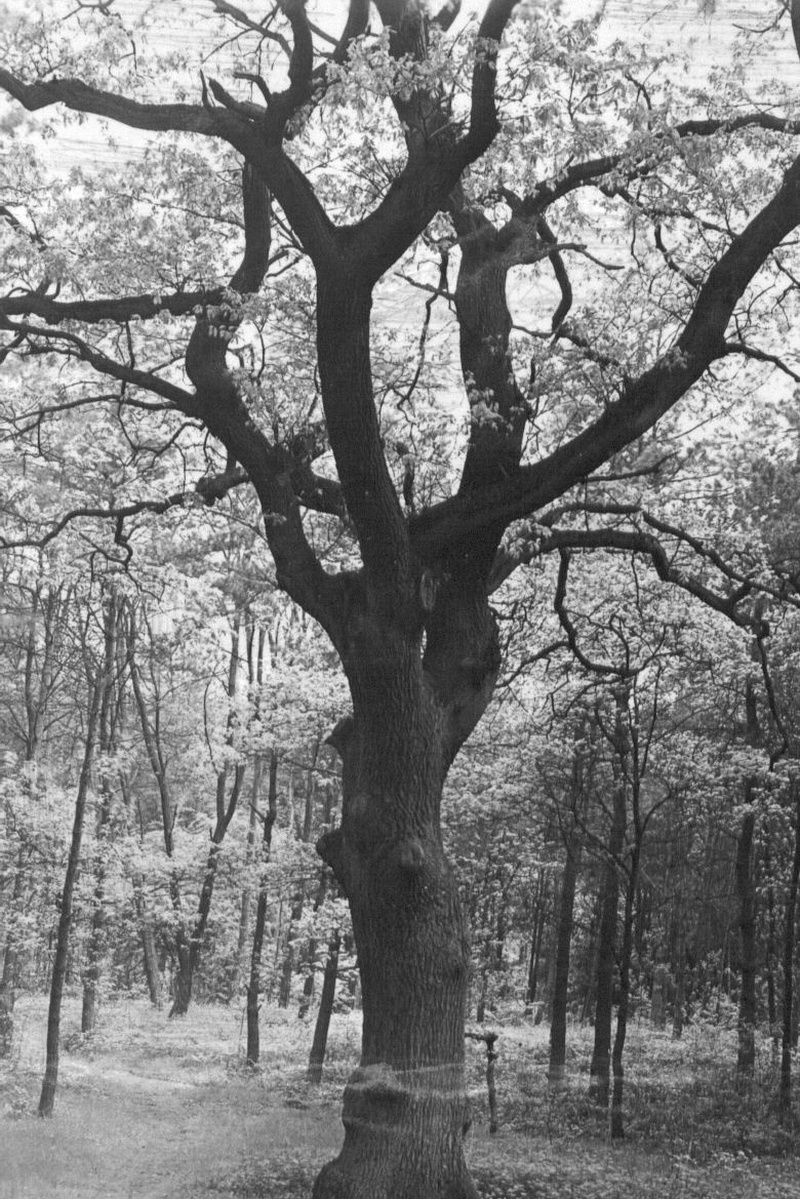
Lieveneiche Hilden 1951

Als Herr des Gutes Haus Horst wurde er wahrscheinlich am 30. November 1870 erstmals zum Stadtverordneten in Hilden gewählt. Ab hier begann seine verdienstvolle 32-jährige Tätigkeit im Ehrendienst für seine neue Heimatstadt Hilden.
Der Rat beschloss am 7. März 1870 die Errichtung einer Städtischen Rektoratsschule als höhere Knabenschule. Lieven wurde neben den Ortspfarrern in das Kuratorium gewählt und dies vor dem Hintergrund des damaligen Kulturkampfes zwischen der katholischen Kirche und dem preußischen Staat. Später wurde er Oberschulinspektor für die katholische Pfarrschule und die Simultanschulen in den Außenbezirken der Stadt. Dieses Amt übte er bis 1896 aus, also in einer wichtigen Zeit für die rasch wachsende Industriestadt.
Seit 1872 bis zur Einweihung Ende 1900 war er Mitglied der Rathauskommission, da die Stadtverwaltung dringend ein neues Verwaltungsgebäude benötigte. Seit 1873 war er Mitglied der Itter-Kommission, die sich unter anderem um die Reinhaltung der Itter sorgte. Der Itterbach floss seinerzeit schon durch das Gebiet seines Rittersitzes Haus Horst.
Am 28. November 1876 wurde Wilhelm Ferdinand Lieven erneut von der Liberalen Partei als Kandidat für den Stadtrat aufgestellt und auch gewählt. 1881 wurde er zusätzlich von der Ratsversammlung zum Hildener Kreisdeputierten gewählt. Dort hat er es bis zum stellvertretenden Landrat gebracht.
Von 1888 bis 1901 war Lieven zudem Deputierter des Rheinischen Provinziallandtages. Weitere Ämter auf dieser Ebene waren die Mitgliedschaft im Provinzialausschuss, Kuratorium der Landesbank, Mitglied der Landwirtschaftskammer und im Landeseisenbahnrat.
Am 19. Februar 1890 erfolgte die einstimmige Wahl zum ehrenamtlichen ersten Beigeordneten, 1896 und 1902 jeweils die Bestätigung im Amt. Lieven hatte nur noch wenige Jahre zu leben. In dieser Zeit verfügte er in seinem Testament der katholischen Gemeinde mehr als 100.000 Mark für den Bau des katholischen Gemeindehauses (später als Reichshof bekannt, 2014 abgerissen) und weitere soziale Stiftungen. Die für Hilden wichtigste Auswirkung ist die testamentarische Schenkung seiner Waldungen (730 Morgen) im Nordosten der Stadt, dem heutigen Stadtwald. 
Wilhelm Ferdinand Lieven trat mit dem Fabrikanten Adolf Spindler (1865–1956) eine Nordlandreise an und erkrankte nach der Rückkehr an einer schweren Lungenentzündung, von der er sich nicht mehr erholte. Am 9. August 1902 verstarb er im Hotel „Prinz von Hohenzollern“ in Düsseldorf. Er war der Wirtin Margarete Schäfer freundschaftlich verbunden, die ihn dort auch pflegte. Die Stadt richtete in Ermangelung einer Familie als „Hauptleidtragende“ wie die Presse schrieb, die würdige Trauerfeier und Beerdigung aus.

## Ehrungen

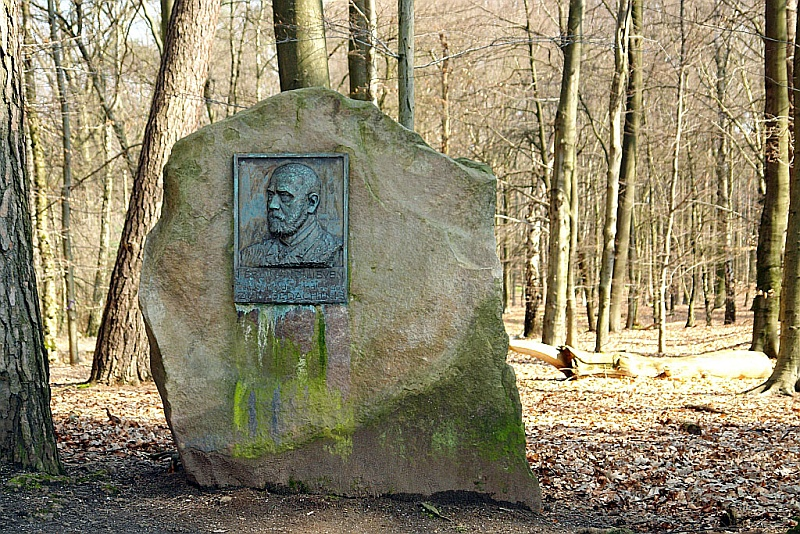
Gedenkstein im Hildener Stadtwald für Ehrenbürger WF Lieven

- Am 17. September 1900 beschloss der Rat der Stadt Hilden, ihm das „Ehrenbürgerrecht in Anerkennung seiner Verdienst um die Entwicklung der Stadt“ zu verleihen.
- Am 18. Dezember 1900 erfolgte die feierliche Einweihung des Rathauses in der Mittelstraße, das vom jungen Hildener Architekten Walter Furthmann gebaut wurde. Lieven stiftete für den Ratssaal ein Bild von Kaiser Wilhelm II. Hierbei wurde ihm auch der Ehrenbürgerbrief ausgehändigt.
- Am 28. September 1926 fasste der Hildener Stadtrat eine Resolution: „Die Stadt Hilden wäre ihres besten Schmuckstückes beraubt, wenn sie heute nicht den Stadtwald als Eigentum besäße.“
- 1928 begann das Bestreben, Lieven ein Denkmal zu setzen. Ein Findling, gestiftet vom Textilfabrikanten Paul Spindler (1872–1949), wurde von der Benrather Bildhauerin Hilde Viering (1898–1981) zu einem Gedenkstein hergerichtet. Die Übergabe und Aufstellung erfolgte am 15. Mai 1929. Die Kosten hierfür wurden von einem Stifterkreis übernommen. Der Gedenkstein steht am Eingang zum Stadtwald in der Nähe der von Walter Furthmann modernisierten „Waldschenke“.
- Im nördlichen Randgebiet nördlich des Weges vom Forsthaus Eickert zum Kellertor wurde ein alter Eichenbaum zur Lieveneiche deklariert.

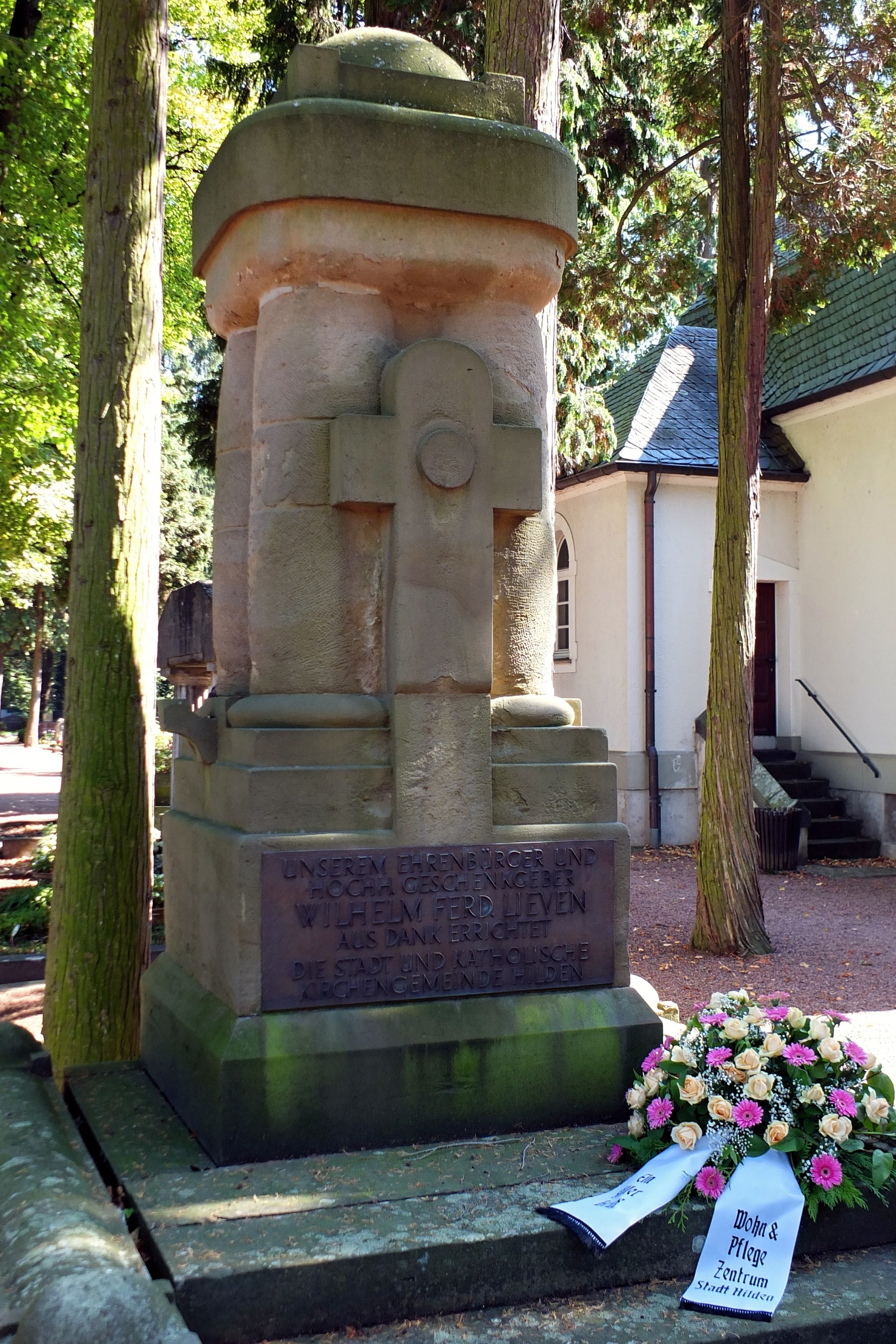
Grab Lievens in Hilden

- Die Stadt veranlasste im Sommer 1904 ein Grabmal auf dem Hauptfriedhof in Hilden, geschaffen von dem Hildener Architekten Walter Furthmann.
- Am 12. November 1920 beschloss die Wegebaukommission, eine neue Straße im Osten Lievenstraße zu benennen. Sie sollte einen Zugang in das Naturschutzgebiet ermöglichen.
- Am 29. Mai 1978 erhielt die Schule für Lernbehinderte, jetzt Förderschule „Lernen“ und „Emotionale und soziale Entwicklung“ an der Lortzingstraße, den Namen Ferdinand-Lieven-Schule.